# Villaescusa de las Torres
Villaescusa de las Torres ist ein spanischer Ort in der Provinz Palencia der Autonomen Gemeinschaft Kastilien und León. Der Ort gehört zu Pomar de Valdivia, er liegt südwestlich vom Hauptort der Gemeinde.

## Sehenswürdigkeiten
- Kirche San Juan Bautista, erbaut im 16. Jahrhundert
- Spätromanische Ermita de la Tuda
- Cañón de la Horadada, tiefer Einschnitt des Pisuerga

## Weblinks

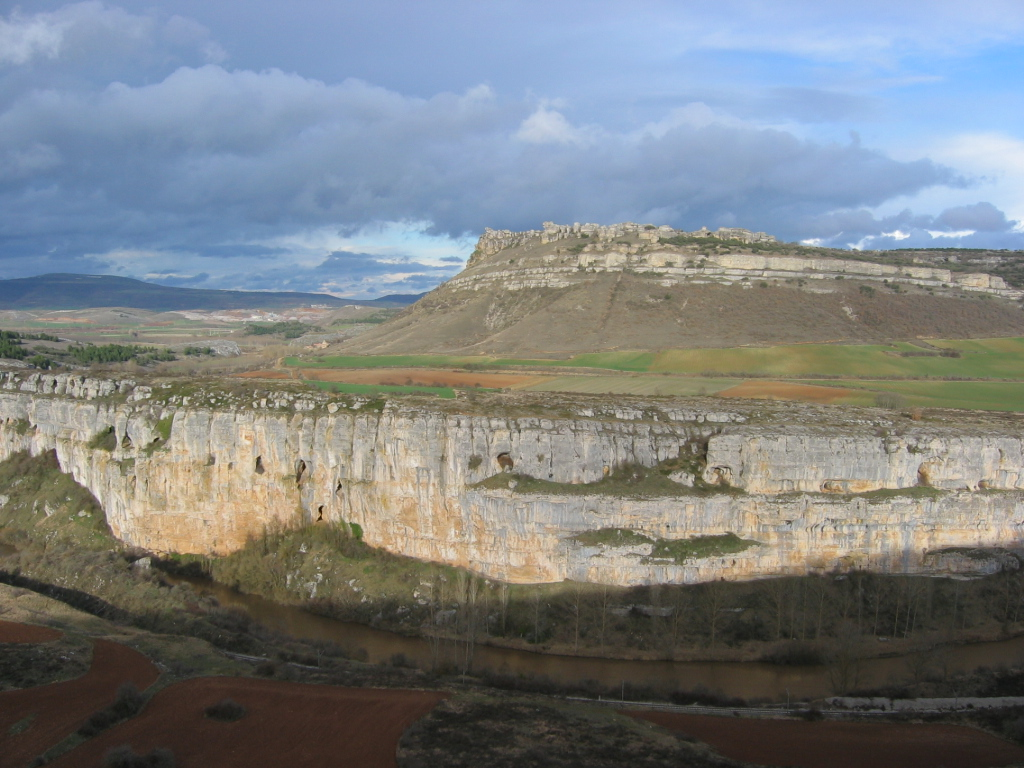
Cañón de la Horadada